# Sebastián Ospina
Juan Sebastián Ospina (Pereira, Risaralda, Colombia; 23 de junio de 1993) es un futbolista colombiano. Juega de guardameta y actualmente juega en el Deportivo Pasto, en la división B desde 2015.

## Clubes
| Club              | País     | Año           |
| ----------------- | -------- | ------------- |
| Deportivo Pereira | Colombia | 2011          |
| Deportivo Pasto   | Colombia | 2012-presente |